# کانه‌گاساکی، ایواته
کانه‌گاساکی، ایواته (به لاتین: Kanegasaki, Iwate) یک منطقهٔ مسکونی در ژاپن است که در استان ایواته واقع شده‌است. کانه‌گاساکی ۱۷۹٫۷۶ کیلومتر مربع مساحت و ۱۵٬۹۶۵ نفر جمعیت دارد.

## خواهرخوانده
شهر Leinefelde خواهرخواندهٔ کانه‌گاساکی، ایواته هست.